# 종3품
종3품은 고려와 조선의 18품계 중 제6등급의 품계이다.

## 고려
문종 관제에서 관직으로 중서문하성(中書門下省)의 직문하(直門下), 상서성(尙書省)의 좌·우승, 국자감(國子監)의 좨주(祭酒), 비서성(秘書省)·전중성(殿中省)·사천대(司天臺)의 감(監)과 위위시(衛尉寺)·대복시(大僕寺)·대부시(大府寺)·사재시(司宰寺)·예빈성(禮賓省)의 경(卿), 소부감(小府監)·장작감(將作監)·군기감(軍器監)·태의감(太醫監)의 판사(判事), 첨사부(詹事府)의 소첨사 등이 있었다. 무반직으로는 대장군이 있었다.

## 조선

### 품계명
- 종친계: 상계 보신대부(保信大夫), 하계 자신대부(資信大夫)
- 의빈계: 상계 명신대부(明信大夫), 하계 돈신대부(敦信大夫)
- 문산계: 상계 중직대부(中直大夫), 하계 중훈대부(中訓大夫)
- 무산계: 상계 건공장군(建功將軍)[2], 하계 보공장군(保功將軍)

### 관직
첨위·부정·집의·사간·전한·사성·참교(參校)·상례·편수관·대호군·부사(府使)·병마첨절제사·수군첨절제사·병마우후 등.